# Mallomys
Mallomys és un gènere de rosegadors de la subfamília dels murins, format per quatre espècies.

## Distribució i hàbitat
Són espècies endèmiques de Nova Guinea, que viuen principalment en boscos de muntanya en altituds entre 1.100 i 4.050 msnm.

## Descripció
Es tracta d'espècies de rosegador de mida gran, que tenen una longitud corporal d'entre 29 i 47 centímetres, una cua llarga, lleugerament més curta que la resta del cos, que fa entre 28 i 44 centímetres, i un pes que varia entre 900 grams i 2 quilograms. El seu pelatge, format per pèls llargs, és de color marró fosc o gris a la part superior i blanc a la part inferior. De vegades també té ratlles horitzontals blanques al a l'esquena. La cua, poc peluda, és de color marró fins a la meitat del davant i blanca des de la meitat fins l'extrem. Les potes són negres i el musell és curt.

## Ecologia
Són animals principalment arboris, que construeixen els seus nius en forats als arbres, i que poques vegades baixen a terra. S'alimenten de brots de plantes i d'altres materials vegetals.

## Taxonomia
L'anàlisi de les distàncies immunològiques, fet per Watts i Baverstock, va col·locar Mallomys dins la divisió Pogonomys juntament amb Anisomys, Chiruromys, Coccymys, Hyomys, Macruromys i Pogonomys. Els estudis de Lecompte et al, el van col·locar dins la tribu dels hidrominis.
Tot i que formalment inclou quatre espècies, recentment s'han trobat noves espècies que encara no han estat descrites. Una espècie anteriorment no descrita viu a les muntanyes d'Arfak de l'oest de Nova Guinea. El 2007, es van descobrir altres espècies que abans no s'havien descrit a les muntanyes Foja de l'est de la part indonèsia de Nova Guinea. El 2009, es va trobar una altra possible espècie al cràter del Mont Bosavi, un volcà extint.
Les quatre espècies descrites del gènere són:
- Mallomys aroaensis
- Mallomys gunung
- Mallomys istapantap
- Mallomys rothschildi

## Estat de conservació
Segons la Unió Internacional per a la Conservació de la Natura (UICN), M. gunung està catalogada en perill a causa de la seva reduïda àrea de distribució i al declivi de la seva població, causat per la caça, la depredació i el lent ritme d'aparellament de l'espècie. Cap de les altres tres espècies està en perill i han estat catalogades com a risc mínim.